# كالوم ماكنيل
كالوم ماكنيل (بالإنجليزية: Calum McNeil) هو مصارع رياضي بريطاني، ولد في 30 أبريل 1966 في غلاسكو في المملكة المتحدة.

## وصلات خارجية
- كالوم ماكنيل على موقع قاعدة بيانات المصارعة الدولية (الإنجليزية)
- كالوم ماكنيل على موقع أوليمبيديا (الإنجليزية)
- كالوم ماكنيل على موقع اتحاد ألعاب الكومنولث (مؤرشف) (الإنجليزية)